# 田中秀樹
田中 秀樹（たなか ひでき、1981年3月16日 - ）は、NHKのアナウンサー。

## 来歴
神奈川県横浜市出身。
慶應義塾湘南藤沢高等部、慶應義塾大学法学部法律学科を卒業。
大学時代は体育会ソッカー部で活動。

### 職務経歴
2003年（平成15年）4月に、NHKに入局。研修後、NHK山形放送局に配属。
『生中継 ふるさと一番!』の山形県内からの中継などを経験し、サッカーJ2 モンテディオ山形の試合中継実況も担当。
2009年3月、福井放送局へ異動。 福井県のニュース読み・中継・リポートなどを担当。『ニュースふくい845』。2009年3月30日より『ニュースザウルスふくい』のキャスターを隔週で担当（ - 2012年3月30日）。
2012年3月、札幌放送局へ異動。2015年3月30日より、『NHKニュースおはよう北海道』のニュース読み・リポートなどを担当 （2016年7月29日）。
なお2016年に熊本県で熊本地震が発生した折には、熊本局へ応援要員として派遣され、同地で中継などの仕事を果たした。
名古屋放送局へ異動。『ニュース845』などに出演。なお、2018年6 - 7月に発生した平成30年7月豪雨の折にはNHK広島放送局への応援要員として派遣され、同地で仕事を果たした。
NHKグローバルメディアサービスへ2023年7月まで出向し、スポーツ中継など、おもにスポーツ関連の仕事を担当していた。
2023年8月、NHK福岡放送局へ異動し、サッカー中継など、おもにスポーツ関連の仕事をしながらローカルニュースも担当した。
2025年7月、NHK佐賀放送局へ異動。

## 挿話
- 慶應時代にソッカー部に所属しており、NHKへ入局後もサッカーを続けていた。もともとサッカーに関わる仕事をするのが夢だったといい、趣味についても（以前）「やるサッカー」→（その後）「見るサッカー」と公言している[1]。
  - 福井放送局時代の2009年から北信越フットボールリーグ2部･丸岡フェニックスサッカークラブ（現：坂井フェニックスサッカークラブ）に在籍し（ポジションはDF[4]）、2011年（平成23年）9月3日には、長野県松本市にある長野県松本平広域公園総合球技場で行われた、第91回天皇杯全日本サッカー選手権大会1回戦・対松本山雅FC戦で途中出場を果たしている[5]。
  - この試合で丸岡は敗れたものの、続いて10月8日に行われた同2回戦・横浜FC対松本山雅FCではNHK BS1での中継放送にて実況を担当した。なお、坂井フェニックスサッカークラブは札幌放送局への転勤に伴い退団[6]。
- サッカー以外にはトレイルランニングを趣味としている[1]。
- 取材が縁で始めたスノーモービルを特技としており、2008年3月にスノーモービルのインストラクターの資格も取得した[1]。

## 現在の担当番組
- コンテンツセンターアナウンスグループ統括
- 佐賀県のニュース・気象情報
- いまさが（編集責任者）
- はっけんTV佐賀（編集責任者）
- ニュース845佐賀（不定期）
- 佐賀放送局制作番組の編集責任者
- 緊急報道（佐賀放送局発）
- 各種スポーツ中継（サッカー、バスケットボール、ゴルフなど）

## 過去の担当番組

### 山形放送局時代（2003年度 - 2008年度）
- ふだん着の温泉（ナレーション・2005年1月22日）
- 生中継 ふるさと一番! - 山形県内からの中継時に担当。
- サッカーJ2 モンテディオ山形 試合中継実況
- やまナビ（リポーター・スポーツコーナー）

### 福井放送局時代（2009年度 - 2011年度）
- 福井県のニュース・中継・リポート
- ニュースザウルスふくい（2009年3月30日 - 2012年3月30日） - 隔週キャスター
- ニュースふくい845

### 札幌放送局時代（2012年度 - 2016年7月）
- Sportsプラス（2012年8月20日 - 8月24日 夏休中の代役）
- NHKニュースおはよう北海道（2015年3月30日 - 2016年7月29日）
- ほっとニュース北海道（スポーツコーナー）
- ネットワークニュース845
- スポーツ中継

### 名古屋放送局時代（2016年8月 - 2017年度）
- おはよう東海
- 名古屋の守護神 1番を守り続けた男 名古屋グランパス 楢﨑正剛さん（ナレーション・2019年6月2日）※インタビュー ここからを編集した番組
- 東海3県・東海北陸のニュース
- ニュース845
- スポーツ中継
- 平成30年7月豪雨関連ニュース

### G-Media出向時代（2018年度 - 2023年7月）
- スポーツ中継（サッカー、カーリング、車いすバスケットボールなど）
- ラジオニュース　(不定期)
- Jリーグ2020
  - 「横浜F・マリノス」対「湘南ベルマーレ」（2020年7月8日）
- Jリーグタイム『J1第7節』（2020年7月26日）など隔週替わりで担当。
- ニュースウオッチ9 （一橋忠之の代理スポーツキャスター・2020年8月11日 - 8月14日）
- 北京オリンピック（アイスホッケー、カーリング女子）
- FIFAワールドカップ2022
  - 開会式・グループA「カタール」対「エクアドル」（2022年11月20日 - 11月21日） - 現地特設スタジオ進行
  - グループE「日本」対「ドイツ」（2022年11月23日 - 11月24日） - 現地ピッチサイドリポート
  - デイリーハイライト（2022年12月14日） - スタジオ進行
  - デイリーハイライト（2022年12月15日） - スタジオ進行
  - 決勝「アルゼンチン」対「フランス」（2022年12月18日 - 12月19日） - スタジオ進行
- B.LEAGUE2022-2023ファイナル第2戦「千葉ジェッツ」対「琉球ゴールデンキングス」（2023年5月28日） - 実況

### 福岡放送局時代（2023年8月 - ）
- 福岡県・九州沖縄のニュース
- ニュース645福岡（ローテーション制）
- はっけんラジオ（ローテーション制）
- ラジオニュース（九州沖縄、R1・FM）の泊まり勤務担当[注釈 1]
- 天皇杯JFA第103回全日本サッカー選手権大会
  - 準決勝「川崎フロンターレ」対「アビスパ福岡」（2023年10月8日） - リポート（福岡側）
- Jリーグ2023
  - 「アビスパ福岡」対「横浜F・マリノス」（2023年10月28日） - 実況
- ブレイキン九州沖縄ブロック選手権2023（2023年12月17日） - 実況
- B.LEAGUE 2023-24
  - 2024オールスターゲーム（2024年1月14日、BS） - 実況
  - B2第21節「ライジングゼファー福岡」対「熊本ヴォルターズ」（2024年2月10日[7]、福岡県域・熊本県域） - リポート
- 令和6年能登半島地震の災害報道対応による金沢放送局への応援派遣
  - かがのとイブニング（2024年1月25日） - ニュースリーダー（ライフライン情報のみ）
  - 能登半島地震石川県のニュース・ライフライン情報（10時台・12時台、2024年1月26日） - ニュースリーダー（ライフライン情報のみ）
- ロクいち!福岡（2024年12月27日、放送時間短縮による一橋忠之のキャスター代行）
- Jリーグ2024
  - 開幕節「アビスパ福岡」対「北海道コンサドーレ札幌」（2024年2月24日[8]、福岡県域・北海道域） - 実況

## 主な実況実績
サッカーW杯
- 2022年、カタール大会現地実況 - 1次リーグ4試合（録画含む）[9]を担当

## 関連種目
- アビスパ福岡
- 名古屋グランパスエイト
- モンテディオ山形
- 北信越フットボールリーグ
- 坂井フェニックスサッカークラブ